# Петрочаты
Петрочаты — деревня в Демидовском районе Смоленской области России. Входит в состав Борковского сельского поселения. Население — 20 жителей (2007 год). 
Расположена в северо-западной части области в 52 км к северо-востоку от Демидова, в 45 км северо-восточнее автодороги Р133 Смоленск — Невель, на берегу реки Должица. В 99 км южнее деревни расположена железнодорожная станция Смоленск на линии Москва — Минск. 
В деревне родился видный смоленский журналист, заслуженный работник культуры РСФСР Владимир Усов.

## История
В годы Великой Отечественной войны деревня была оккупирована гитлеровскими войсками в июле 1941 года, освобождена в сентябре 1943 года.